# أبد

الشعار الأرميني القديم للأبد

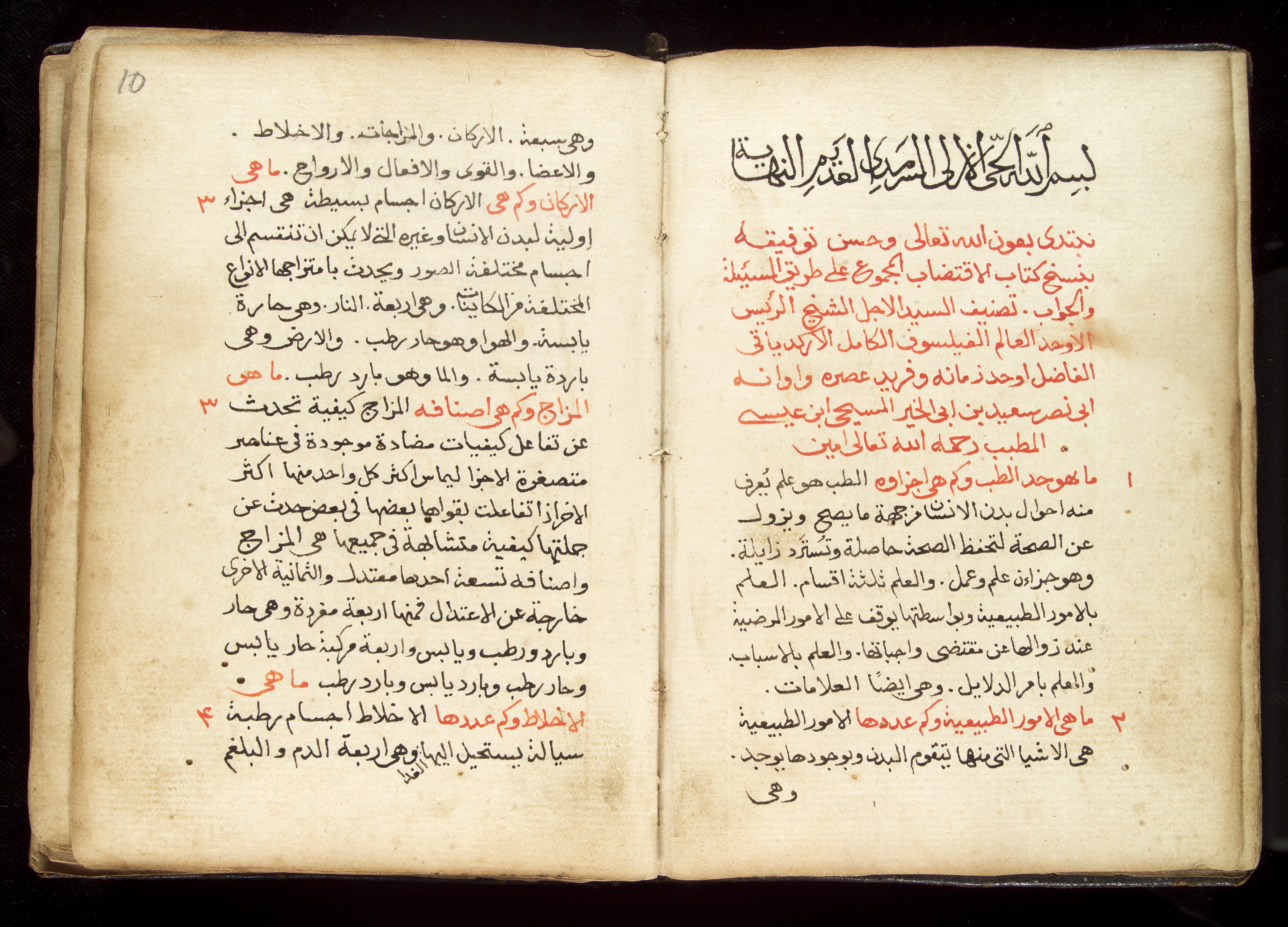
بسملة في مقدمة كتاب طبي عربي مؤلفه مسيحي

الأبد هو استمرار الوجود في أزمنة مقدرة غير متناهية في جانب المستقبل، كما أن الأزل استمرار الوجود في أزمنة مقدرة غير متناهية في جانب الماضي، مدة لا يتوهم انتهاؤها بالفكر والتأمل البتة؛ وهو الشيء الذي لا نهاية له. والسرمدي ما لا أول له ولا آخر، والأزلي ما لا أول له، والأبدي ما لا آخر له.
كما يمكن تعريف الأبد على أنه استمرار الوجود في أزمنة مستقبلة لامتناهية، فهو لا آخر له، ولا يطرأ عليه العدم، ويقابل الأزل.

## الأبد في الفلسفة الإسلامية
والقول بالأزلية والأبدية بالنسبة للعالم نجده عند أكثر فلاسفة العرب، ونفي الأزلية والأبدية بالنسبة للعالم نجده عند الأشاعرة وبعض الفلاسفة المسلمين كالكندي، والغزالي، والرازي. وموقف الفلاسفة المسلمين عامة يقوم على الربط بين فكرة الأزلية بمعنى اللامتناهي في الماضي، وفكرة الأبدية بمعنى اللامتناهي في المستقبل. فكل ما له انقضاء ونهاية له مبدأ، وكذلك: ما لا نهاية له (أبدي) لا بداية له (أزلي). ومعنى هذا: إن القول بأبدية العالم إذا كان قد ارتبط بالأزلية، فإن القول بفناء العالم يرتبط بمسألة الحدوث، إذ إن صحة فناء العالم بعد وجوده يعد فرعا من الحدوث، فمن قال: إن العالم حادث، فقد قال بجواز فنائه. بمعنى أن العدم قبل الوجود كالعدم بعده لا تمايز بينهما ولا اختلاف فيهما، فما جاز على أحدهما جاز على الآخر.

## حدوث العالم وقدمه
ويرتبط البحث في الأبد بالعديد من المشكلات الكلامية والفلسفية عند متكلمي وفلاسفة المسلمين، ومن بينها مشكلة حدوث العالم وقدمه، وكما نجد مناقشات عديدة حول الحدوث والقدم من جانب الأشاعرة من جهة، والفلاسفة من جهة أخرى. كما يتضح ذلك في رد الغزالي الأشعري على الفلاسفة في كتابه تهافت الفلاسفة وتكفيره إياهم للقول بقدم العالم. ورد ابن رشد عليه بعد ذلك في كتايبه: فصل المقال وتهافت التهافت، وقوله بالهيولى وهي المادة الوسيطة التي خلقها الإله وصدر عنها العالم المادي.

## معرض صور

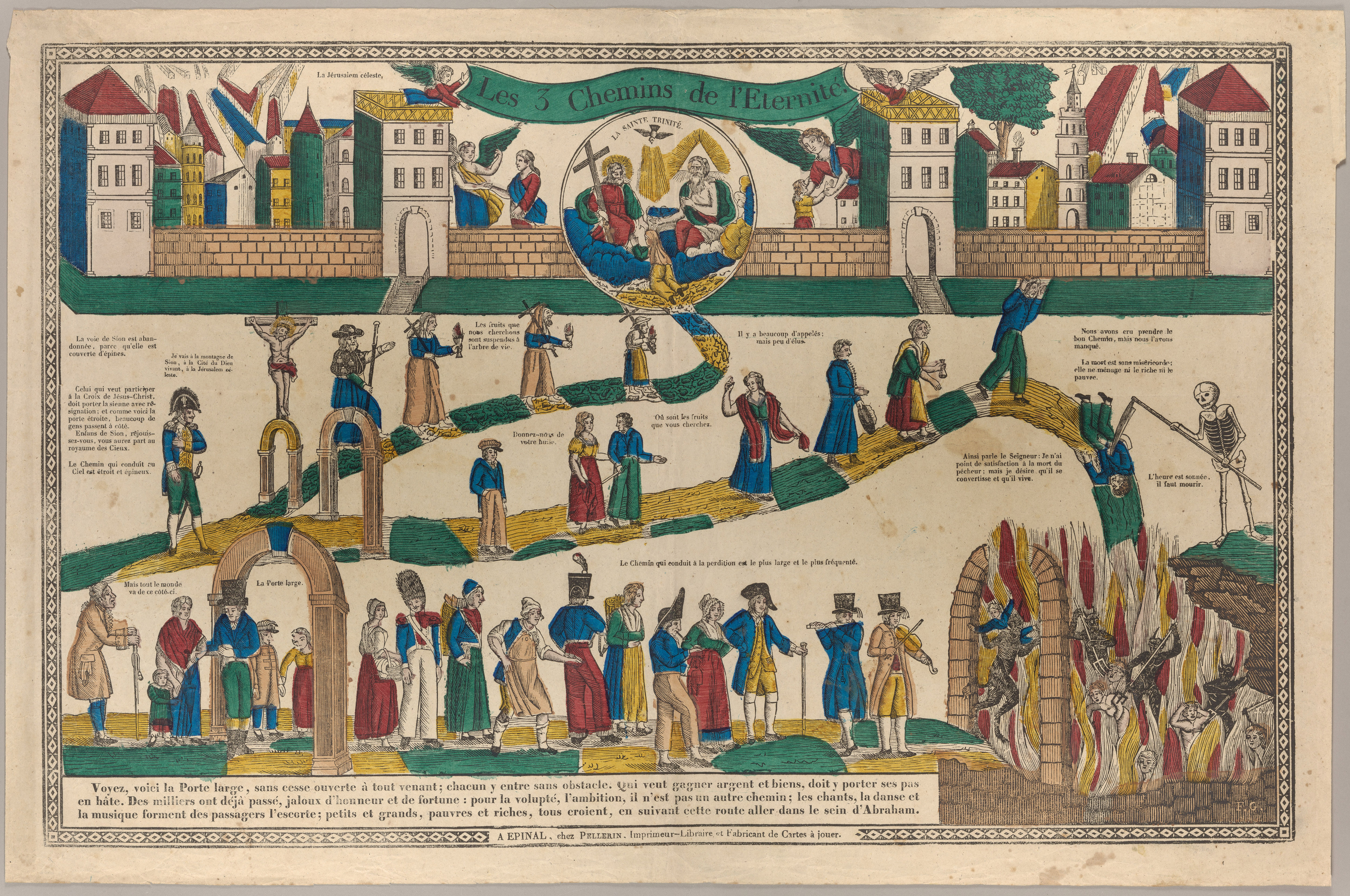
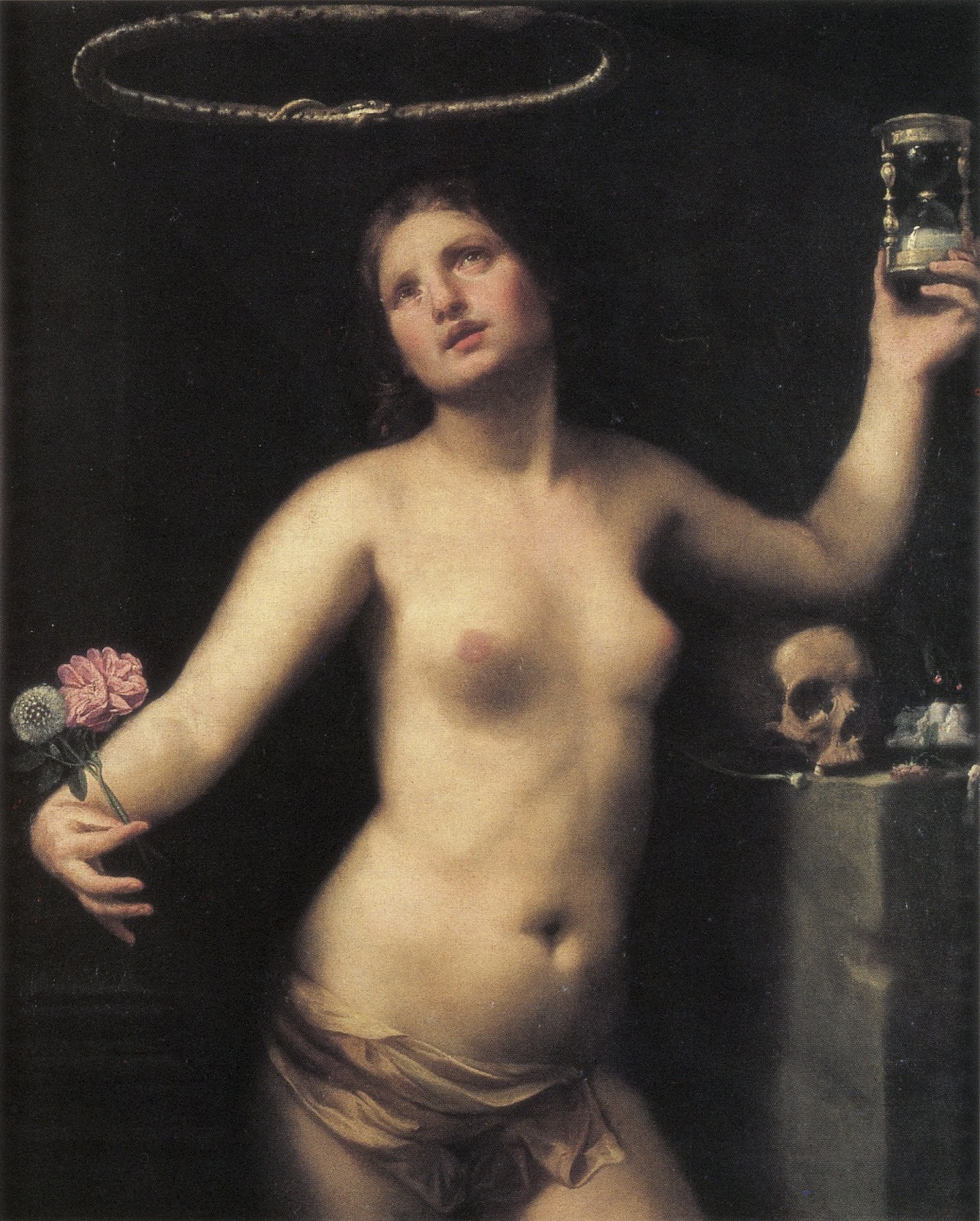
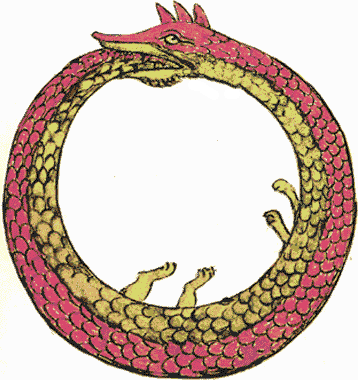
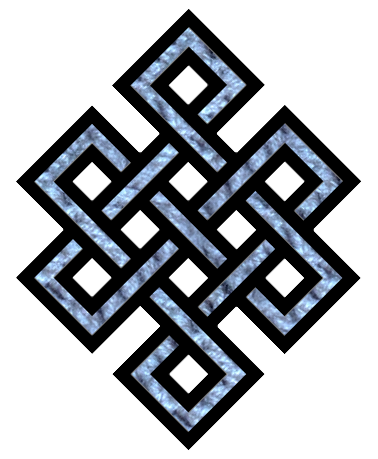